# Paope looduskaitseala
Rezerwat przyrody Paope (est. Paope looduskaitseala) – rezerwat przyrody leżący na wyspie Hiuma w prowincji Hiuma, Estonia. Położony jest na zachód od wsi Pihla. Rezerwat oznaczony jest kodem KLO1000281.
Rezerwat został założony w 2006 roku w celu ochrony morskiego oraz przybrzeżnego obszaru północno-zachodnich wybrzeży wyspy w okolicach wsi Paope. Rezerwat obejmuje 567,7 ha obszarów brzegowych wyspy oraz 1659 ha obszarów morskich. Składa się z dwóch odrębnych części. Część morska rezerwatu obejmuje zatokę Paope laht oraz trzy niewielkie wysepki Külalaid, Elmrahu oraz Ninalaid. Ochronie podlegają piaszczyste płycizny, plaże, łąki przybrzeżne oraz przybrzeżne lasy. Część druga obejmuje stawy Veskilais i Tammelais oraz zasilającą je rzeczkę Armioja.
Na terenie rezerwatu znajdują się miejsca lęgowe m.in. bernikli białolicej, sieweczki obrożnej, krwawodzioba i rybitwy rzecznej.